# Liste der Hochhäuser in La Défense
Die Liste der Hochhäuser in La Défense führt alle Hochhäuser der Bürostadt La Défense bei Paris auf, die eine strukturelle Höhe von 100 Metern erreichen. La Défense ist das größte Dienstleistungszentrum Frankreichs und erstreckt sich über die Stadtgebiete der Pariser Vororte Courbevoie, Nanterre und Puteaux.

## Liste bestehender Hochhäuser
| Nr. | Gebäude                            | Stadtgebiet | Eröffnung | absolute Höhe in m | Höhe in m bis zum Dach | Etagen | Bemerkung | Bild |
| --- | ---------------------------------- | ----------- | --------- | ------------------ | ---------------------- | ------ | --- | ---- |
| 1.  | Tour First                         | Courbevoie  | 1974      | 231                | 225                    | 56     | Nach Umbau und Aufstockung seit 2011 höchstes Gebäude in Frankreich. Errichtet 1974 als Tour UAP mit 159 Metern Höhe, später umbenannt in Tour AXA. Auch bekannt als Tour Assur und Tour CB31. Sitz von Ernst & Young sowie Euler Hermes.                                                          |      |
| 2.  | Tour Hekla                         | Puteaux     | 2022      | 220                | 220                    | 51     | |      |
| 3.  | Tour Majunga                       | Puteaux     | 2014      | 193                | 193                    | 45     | |      |
| 4.  | Tour Total Coupole                 | Courbevoie  | 1985      | 190                | 187                    | 48     | Vierthöchster Wolkenkratzer in Frankreich. Sitz des französischen Ölkonzerns Total. |      |
| 5.  | Tour CB21                          | Courbevoie  | 1974      | 187                | 179                    | 44     | |      |
| 6.  | Tour T1                            | Courbevoie  | 2008      | 185                | 171                    | 37     | Sitz des französischen Energieversorgers Engie. |      |
| 7.  | Tour Granite                       | Nanterre    | 2008      | 184                | 184                    | 36     | Unternehmenssitz der Société Générale |      |
| 8.  | Tour Areva                         | Courbevoie  | 1974      | 178                | 178                    | 44     | |      |
| 9.  | Tour Saint-Gobain                  | Courbevoie  | 2019      | 178                | 178                    | 39     | |      |
| 10. | Tour D2                            | Courbevoie  | 2014      | 171                | 171                    | 37     | |      |
| 11. | Tour Alicante                      | Nanterre    | 1995      | 167                | 167                    | 37     | Unternehmenssitz der Société Générale |      |
| 12. | Tour Chassagne                     | Nanterre    | 1995      | 167                | 167                    | 37     | Unternehmenssitz der Société Générale |      |
| 13. | Tour Trinity                       | Courbevoie  | 2020      | 167                | 151                    | 33     | |      |
| 14. | Tour Carpe Diem                    | Courbevoie  | 2013      | 166                | 154                    | 38     | |      |
| 15. | Tour EDF                           | Puteaux     | 2001      | 165                | 165                    | 41     | |      |
| 16. | Cœur Défense                       | Courbevoie  | 2001      | 161                | 161                    | 39     | |      |
| 17. | Tour Alto                          | Courbevoie  | 2020      | 160                | 160                    | 38     | |      |
| 18. | Tour Égée                          | Courbevoie  | 1999      | 155                | 155                    | 40     | |      |
| 19. | Tour Adria                         | Courbevoie  | 2002      | 155                | 150                    | 40     | Wird seit 2021 renoviert und bis 2025 um 12 Meter bzw. 3 Etagen aufgestockt. Soll nach Fertigstellung in Tour Hopen umbenannt werden. |      |
| 20. | Tour Ariane                        | Puteaux     | 1975      | 152                | 152                    | 36     | Wird bis 2026 renoviert und erhält eine neue Fassade. |      |
| 21. | Tour Les Poissons                  | Courbevoie  | 1970      | 150                | 129                    | 42     | |      |
| 22. | Tour CBX                           | Courbevoie  | 2005      | 143                | 143                    | 32     | |      |
| 23. | Tour Europlaza                     | Courbevoie  | 1972      | 135                | 123                    | 31     | Sitz der Europäischen Bankenaufsichtsbehörde. |      |
| 24. | Tour Défense 2000                  | Puteaux     | 1974      | 134                | 134                    | 47     | |      |
| 25. | Tour Eqho                          | Courbevoie  | 1988      | 131                | 131                    | 40     | französischer Unternehmensstandort von IBM |      |
| 26. | Tour Aurore                        | Courbevoie  | 1971      | 131                | 131                    | 34     | Wurde zwischen 2018 und 2023 umfassend renoviert und aufgestockt. Ursprünglich sollte das Gebäude abgerissen und durch Tour Air² ersetzt werden. 2017 kehrte man von den Abrissplänen ab und entschied sich stattdessen für eine umfassende Renovierung und Aufstockung um 16 Meter bzw. 5 Etagen. |      |
| 27. | Tour Michelet                      | Puteaux     | 1985      | 127                | 127                    | 34     | |      |
| 28. | Tour France                        | Puteaux     | 1973      | 126                | 126                    | 40     | |      |
| 29. | Tour Franklin                      | Puteaux     | 1972      | 120                | 120                    | 33     | |      |
| 30. | Tour Séquoia                       | Puteaux     | 1990      | 119                | 119                    | 33     | |      |
| 31. | Tour W                             | Puteaux     | 1973      | 119                | 119                    | 31     | |      |
| 32. | Tour CGI                           | Courbevoie  | 1971      | 117                | 117                    | 27     | |      |
| 33. | Tour Neptune                       | Courbevoie  | 1975      | 113                | 113                    | 25     | |      |
| 34. | Préfecture des Hauts-de-Seine      | Nanterre    | 1974      | 113                | 113                    | 25     | |      |
| 35. | Grande Arche                       | Puteaux     | 1989      | 111                | 111                    | 37     | |      |
| 36. | Tour Manhattan                     | Courbevoie  | 1975      | 111                | 111                    | 32     | |      |
| 37. | Tour Ève                           | Puteaux     | 1975      | 109                | 109                    | 37     | |      |
| 38. | Tour Initiale                      | Puteaux     | 1967      | 109                | 109                    | 30     | |      |
| 39. | Tour Atlantique                    | Puteaux     | 1970      | 106                | 106                    | 27     | |      |
| 40. | L’Archipel (Siège social de Vinci) | Nanterre    | 2021      | 106                | 106                    | 24     | Hauptsitz von Vinci. |      |
| 41. | Tour Nuage 1                       | Nanterre    | 1977      | 105                | 105                    | 39     | |      |
| 42. | Tour Nuage 2                       | Nanterre    | 1977      | 105                | 105                    | 39     | |      |
| 43. | Tour Gambetta                      | Courbevoie  | 1975      | 104                | 104                    | 37     | |      |
| 44. | Tour Emblem                        | Courbevoie  | 1998      | 103                | 103                    | 28     | Tour Cèdre wurde zwischen 2020 und 2021 renoviert und in Tour Emblem umbenannt. |      |
| 45. | Landscape                          | Puteaux     | 2021      | 101                | 101                    | 28     | Komplettumbau und Aufstockung des Gebäudes Tour Pascal von 1983, ca. 70.000 m² Nutzfläche. |      |
| 46. | Tour Opus 12                       | Puteaux     | 1973      | 100                | 100                    | 27     | |      |
| 47. | Tour Europe                        | Courbevoie  | 1969      | 100                | 100                    | 28     | |      |
| 48. | Tour Blanche                       | Courbevoie  | 1967      | 100                | 100                    | 27     | |      |

## Liste weiterer Gebäude unter 100 m
| Gebäude                             | Stadtgebiet | Eröffnung | absolute Höhe in m | Höhe in m bis zum Dach | Etagen | Bemerkung                                                                                            | Bild |
| ----------------------------------- | ----------- | --------- | ------------------ | ---------------------- | ------ | --- | ---- |
| Tour Prisma (Tour GAN Eurocourtage) | Courbevoie  | 1996      | 97                 | 97                     | 25     | |      |
| Tour Pacific                        | Puteaux     | 1992      | 90                 | 90                     | 25     | |      |
| Hôtel Mélia                         | Courbevoie  | 2015      | 87                 | 82                     | 19     | |      |
| Tour Allianz One                    | Puteaux     | 1984      | 85                 | 85                     | 22     | |      |
| Tour Voltaire                       | Puteaux     | 1988      | 82                 | 82                     | 23     | |      |
| Damiers de Dauphiné                 | Courbevoie  | 1976      | 77                 | 77                     | 23     | |      |
| Skylight                            | Puteaux     | 2017      | 76                 | 76                     | 19     | |      |
| Résidence Rose de Cherbourg         | Puteaux     | 2018      | 75                 | 75                     | 22     | |      |
| Tour Vista                          | Puteaux     | 1971      | 72                 | 72                     | 23     | |      |
| Tour Exaltis                        | Courbevoie  | 2006      | 72                 | 72                     | 16     | |      |
| Hotel Pullman                       | Courbevoie  | 2000      | 69                 | 69                     | 22     | |      |
| Les Miroirs                         | Courbevoie  | 1981      | 69                 | 69                     | 16     | |      |
| Résidence la Sirène                 | Courbevoie  | 1975      | 66                 | 66                     | 17     | |      |
| Damiers de Champagne                | Courbevoie  | 1978      | 63                 | 63                     | 18     | |      |
| Tour Eria                           | Puteaux     | 2021      | 59                 | 59                     | 13     | |      |
| Résidence Bellini                   | Puteaux     | 1957      | 56                 | 56                     | 16     | |      |
| 3 rue Bellini                       | Courbevoie  | 2024      | 55                 | 55                     | 14     | Komplettrenovierung; Eröffnung 2024.                                                                 |      |
| Résidence Maréchal Leclerc          | Courbevoie  | 1974      | 55                 | 55                     | 18     | |      |
| Le Galion                           | Puteaux     | 1982      | 55                 | 55                     | 8      | |      |
| Tour PB5 (Tour SCOR)                | Puteaux     | 1983      | 54                 | 54                     | 16     | |      |
| Défense Plaza                       | Puteaux     | 2004      | 54                 | 54                     | 12     | |      |
| Carré Michelet                      | Puteaux     | 2019      | 53                 | 53                     | 15     | Komplettumbau und Erweiterung des Gebäudes Le Michelet, ca. 37.000 m² Nutzfläche.                    |      |
| Immeuble Basalte                    | Puteaux     | 2013      | 53                 | 53                     | 14     | |      |
| Ibis Novotel                        | Courbevoie  | 1984      | 51                 | 51                     | 14     | |      |
| CNIT                                | Puteaux     | 1958      | 50                 | 50                     | 13     | Ältestes Gebäude in La Défense.                                                                      |      |
| Engie B (Bâtiment B)                | Courbevoie  | 2008      | 50                 | 50                     | 14     | |      |
| Canopy                              | Courbevoie  | 2020      | 50                 | 50                     | 21     | Komplettumbau und Aufstockung von Le Doumer.                                                         |      |
| Le Palatin I                        | Puteaux     | 2004      | 49                 | 49                     | 9      | |      |
| Le Palatin II                       | Puteaux     | 2004      | 49                 | 49                     | 9      | |      |
| Le Palatin III                      | Puteaux     | 2004      | 49                 | 49                     | 9      | |      |
| Damiers d'Anjou                     | Courbevoie  | 1976      | 48                 | 48                     | 12     | |      |
| Damiers de Bretagne                 | Courbevoie  | 1976      | 48                 | 48                     | 12     | |      |
| Résidence Minerve                   | Puteaux     | 1984      | 48                 | 48                     | 18     | |      |
| Window                              | Puteaux     | 2018      | 47                 | 47                     | 7      | früherer Name: Élysées La Défense.                                                                   |      |
| Guynemer                            | Courbevoie  | 2002      | 46                 | 46                     | 8      | |      |
| Résidence Vision 80                 | Courbevoie  | 1973      | 45                 | 45                     | 14     | |      |
| U Arena                             | Nanterre    | 2017      | 45                 | 45                     | 10     | Multifunktionsarena mit 40.000 Plätzen und gleichzeitig neue Heimarena von Racing 92.                |      |
| Lotus                               | Courbevoie  | 1981      | 44                 | 44                     | 9      | |      |
| Les Platanes                        | Puteaux     | 1983      | 44                 | 44                     | 15     | |      |
| Altana                              | Puteaux     | 2019      | 44                 | 44                     | 14     | |      |
| Altiplano - PB10 - Ile de France    | Puteaux     | 2024      | 44                 | 44                     | 9      | Komplettumbau und Aufstockung von PB10. Eröffnung 2024                                               |      |
| Triangle de l'Arche                 | Courbevoie  | 2001      | 41                 | 41                     | 8      | |      |
| Résidence Les Dauphins              | Courbevoie  | 1974      | 41                 | 41                     | 16     | |      |
| Sense                               | Puteaux     | 2019      | 41                 | 41                     | 8      | |      |
| Centrale téléphonique               | Puteaux     | 1970      | 40                 | 40                     | 19     | |      |
| Résidence de l'Ancre (CH31)         | Courbevoie  | 1974      | 40                 | 40                     | 6      | |      |
| Résidence Louis Pouey               | Puteaux     | 1972      | 40                 | 40                     | 15     | |      |
| Jean Monnet                         | Courbevoie  | 1989      | 40                 | 40                     | 9      | |      |
| Kupka A                             | Puteaux     | 1992      | 40                 | 40                     | 12     | |      |
| Kupka B                             | Puteaux     | 1992      | 40                 | 40                     | 12     | |      |
| Kupka C                             | Puteaux     | 1992      | 40                 | 40                     | 12     | |      |
| Les Villages de l'Arche (Espace 21) | Puteaux     | 1994      | 40                 | 40                     | 9      | |      |
| Résidence Apollonia                 | Courbevoie  | 1999      | 39                 | 39                     | 10     | |      |
| Hotel Okko / In Defense             | Nanterre    | 2022      | 39                 | 39                     | 9      | |      |
| Manhattan Square                    | Courbevoie  | 1976      | 38                 | 38                     | 16     | |      |
| Résidence One                       | Puteaux     | 2017      | 38                 | 38                     | 11     | |      |
| Latitude                            | Courbevoie  | 2021      | 37                 | 37                     | 8      | Komplettumbau von Berkeley Building.                                                                 |      |
| Le Belvédère (KPMG)                 | Puteaux     | 1997      | 36                 | 36                     | 9      | |      |
| Résidence Boieldieu                 | Puteaux     | 1966      | 36                 | 36                     | 11     | |      |
| Ellipse                             | Courbevoie  | 1974      | 36                 | 36                     | 11     | |      |
| City-Défense (Delalande)            | Courbevoie  | 1985      | 36                 | 36                     | 9      | |      |
| Lavoisier                           | Courbevoie  | 1988      | 35                 | 35                     | 9      | |      |
| Balzac                              | Courbevoie  | 1986      | 35                 | 35                     | 9      | |      |
| Ampère e+                           | Courbevoie  | 1985      | 35                 | 35                     | 9      | |      |
| Euronext (Praetorium)               | Courbevoie  | 2009      | 35                 | 35                     | 7      | |      |
| Colisée Gardens (Le Colisée)        | Courbevoie  | 1998      | 35                 | 35                     | 9      | |      |
| La Fayette                          | Courbevoie  | 1989      | 35                 | 35                     | 9      | |      |
| Newton                              | Courbevoie  | 1989      | 35                 | 35                     | 8      | |      |
| Le Diamant                          | Puteaux     | 1991      | 35                 | 35                     | 9      | |      |
| Le Monge                            | Courbevoie  | 1980      | 34                 | 34                     | 9      | |      |
| Allianz Acacia                      | Puteaux     | 1985      | 34                 | 34                     | 9      | |      |
| Tour Adamas                         | Courbevoie  | 2011      | 33                 | 33                     | 8      | |      |
| Pyramidion                          | Courbevoie  | 2007      | 33                 | 33                     | 7      | |      |
| Origine                             | Nanterre    | 2021      | 33                 | 33                     | 7      | |      |
| Nouvelle Vague                      | Nanterre    | 2021      | 33                 | 33                     | 10     | |      |
| Île-de-France                       | Puteaux     | 1982      | 32                 | 32                     | 6      | |      |
| Le Moretti                          | Courbevoie  | 1995      | 32                 | 32                     |        | auch Cheminée Moretti genannt. Lüftungskamin, der von Raymond Moretti als Kunstwerk gestaltet wurde. |      |
| Résidence Neuilly Défense           | Courbevoie  | 1984      | 31                 | 31                     | 9      | |      |
| Le Vinci                            | Courbevoie  | 1998      | 31                 | 31                     | 8      | |      |
| Michelet Galilée                    | Puteaux     | 1986      | 30                 | 30                     | 9      | |      |
| Résidence la Défense                | Puteaux     | 1966      | 30                 | 30                     | 9      | |      |
| Notre-Dame de Pentecôte             | Puteaux     | 2000      | 30                 | 30                     | 3      | |      |
| Campus de l'Arche                   | Puteaux     | 2017      | 30                 | 30                     | 9      | |      |
| PB20-PB21 (Easy Building, Coface)   | Puteaux     | 1986      | 27                 | 27                     | 9      | |      |
| Hotel CitizenM                      | Puteaux     | 2017      | 27                 | 27                     | 9      | |      |
| Passage de l'Arche                  | Puteaux     | 1990      | 26                 | 26                     | 7      | |      |
| Résidence Lorraine                  | Courbevoie  | 1969      | 25                 | 25                     | 4      | |      |
| Collines de l'Arche                 | Courbevoie  | 1990      | 25                 | 25                     | 7      | |      |
| Les Quatre Temps                    | Puteaux     | 1981      | 24                 | 24                     | 3      | Meistbesuchtes Einkaufszentrum Frankreichs.                                                          |      |
| Le Linea                            | Puteaux     | 1988      | 23                 | 23                     | 9      | |      |
| Maison de la Défense                | Courbevoie  | 1981      | 21                 | 21                     | 5      | |      |
| Ifpass (Utopia; Realtys)            | Puteaux     | 1984      | 15                 | 15                     | 5      | |      |
| UGC Ciné Cité - La Défense          | Puteaux     | 1992      | 14                 | 14                     | 3      | |      |
| Frasersuites                        | Courbevoie  | 1984      |                    |                        | 14     | |      |
| Arkema                              | Puteaux     | 1986      |                    |                        | 12     | |      |
| The Curve (Le Cap; CBC)             | Puteaux     | 1990      |                    |                        | 10     | |      |
| Hôtel Renaissance                   | Puteaux     | 1996      |                    |                        | 9      | |      |
| Le Wilson                           | Puteaux     |           |                    |                        | 9      | |      |
| Résidence Gallieni                  | Puteaux     |           |                    |                        | 9      | |      |
| Résidence Corvée                    | Courbevoie  | 1972      |                    |                        | 8      | |      |
| Le Triangle                         | Courbevoie  | 1988      |                    |                        | 8      | |      |
| Le Guillaumet (Bureau Veritas)      | Courbevoie  | 1984      |                    |                        | 8      | |      |
| Poste EDF                           | Courbevoie  | 1973      |                    |                        | 3      | |      |
| Colline de la Défense               | Puteaux     | 1992      |                    |                        | 3      | |      |
| Espace Info Défense                 | Courbevoie  |           |                    |                        | 2      | |      |

## Liste der Hochhäuser im Bau
| Gebäude             | Stadtgebiet | geplante Eröffnung | absolute Höhe in m | Höhe in m bis zum Dach | Etagen | Bemerkung | Bild |
| ------------------- | ----------- | ------------------ | ------------------ | ---------------------- | ------ | --- | ---- |
| The Link Tour Arche | Puteaux     | 2025               | 242                |                        | 52     | Größerer der beiden Zwillingstürme. Vorgestellt und Bauantrag eingereicht im Jahr 2017. Endgültige Genehmigung nach mehreren Einwänden im Jahr 2019. Mieter wird der Mineralölkonzern Total. Der Abriss der bestehenden Gebäude hat 2020 begonnen und war bis Mitte 2021 abgeschlossen. Der Baubeginn erfolgte 2021.  |      |
| The Link Tour Seine | Puteaux     | 2025               | 178                |                        | 35     | Kleinerer der beiden Zwillingstürme. Vorgestellt und Bauantrag eingereicht im Jahr 2017. Endgültige Genehmigung nach mehreren Einwänden im Jahr 2019. Mieter wird der Mineralölkonzern Total. Der Abriss der bestehenden Gebäude hat 2020 begonnen und war bis Mitte 2021 abgeschlossen. Der Baubeginn erfolgte 2021. |      |
| Tour Hopen          | Courbevoie  | 2025               | 167                | 167                    | 43     | Umfassende Renovierung und Aufstockung des bestehenden Hochhauses Tour Adria aus dem Jahr 2002 um 12 Meter bzw. 3 Etagen. Baubeginn war im Herbst 2021. Die Fertigstellung ist für 2025 geplant. |      |

## Liste geplanter Hochhäuser
| Gebäude                     | Stadtgebiet | geplante Eröffnung | absolute Höhe in m | Höhe in m bis zum Dach | Etagen | Bemerkung | Bild |
| --------------------------- | ----------- | ------------------ | ------------------ | ---------------------- | ------ | --- | ---- |
| Hermitage Plaza Tour 1      | Courbevoie  | 2027               | 320                | 320                    | 86     | Baugenehmigung wurde 2012 erteilt. Sämtliche Klagen von Mietern der abzureißenden Gebäude wurden 2015 endgültig zurückgewiesen. Abriss der bestehenden Gebäude hat 2019 begonnen. |      |
| Hermitage Plaza Tour 2      | Courbevoie  | 2027               | 320                | 320                    | 86     | Baugenehmigung wurde 2012 erteilt. Sämtliche Klagen von Mietern der abzureißenden Gebäude wurden 2015 endgültig zurückgewiesen. Abriss der bestehenden Gebäude hat 2019 begonnen. |      |
| Tours Sisters Tour 1        | Courbevoie  | 2026               | 229                |                        | 51     | Größerer der beiden Zwillingstürme. Ersetzt das Projekt Tour Phare. Baubeginn voraussichtlich 2021.                                                                               |      |
| Tour des jardins de l'Arche | Nanterre    | 2026               | 206                |                        | 54     | Der Entwurf stammt vom Architektenbüro Atelier 2/3/4. Der Entwurf wurde am 11. Januar 2017 der Öffentlichkeit präsentiert. Baubeginn voraussichtlich 2021.                        |      |
| Odyssey - Bâtiment C        | Courbevoie  | 2026               | 187                |                        | 42     | Soll Les Miroirs ersetzen. Beginn der Abrissarbeiten für 2022 geplant mit anschließendem Baubeginn.                                                                               |      |
| Odyssey - Bâtiment O        | Courbevoie  | 2026               | 174                |                        | 33     | Soll Les Miroirs ersetzen. Beginn der Abrissarbeiten für 2022 geplant mit anschließendem Baubeginn.                                                                               |      |
| Tour Monge                  | Courbevoie  | 2031               | 170                |                        | 43     | |      |
| Tours Sisters Tour 2        | Courbevoie  | 2026               | 131                |                        | 31     | Kleinerer der beiden Zwillingstürme. Ersetzt das Projekt Tour Phare. Baubeginn voraussichtlich 2021.                                                                              |      |
| Demi-Lune                   | Puteaux     | 2031               | 110                |                        | 30     | Baubeginn für 2027 geplant. |      |
| Odyssey - Bâtiment D        | Courbevoie  | 2026               | 101                |                        | 22     | Soll Les Miroirs ersetzen. Beginn der Abrissarbeiten für 2022 geplant mit anschließendem Baubeginn.                                                                               |      |
| Immeuble CB3                | Courbevoie  | 2025               | 61                 |                        | 15     | Komplettumbau und Aufstockung des Gebäudes CB3 (SGAM). |      |

## Liste abgerissener Hochhäuser
| Gebäude             | Stadtgebiet | Eröffnung | Abriss | absolute Höhe in m | Höhe in m bis zum Dach | Etagen | Bemerkung | Bild |
| ------------------- | ----------- | --------- | ------ | ------------------ | ---------------------- | ------ | --- | ---- |
| Tour Arago          | Puteaux     | 1961      | 2018   | 77                 | 77                     | 21     | Durch Tour Eria ersetzt.                                                                                         |      |
| Tour Esso           | Courbevoie  | 1963      | 1993   | 63                 | 63                     | 11     | Erstes Bürogebäude in La Défense. Ebenso erstes abgerissenes Hochhaus in La Défense. Durch Cœur Défense ersetzt. |      |
| Tour Norma          | Puteaux     | 1968      | 2017   | 51                 | 51                     | 16     | Durch La Norma ersetzt.                                                                                          |      |
| Les Saisons CB32    | Courbevoie  | 1993      | 2017   | 50                 | 50                     | 13     | Durch Tour Alto ersetzt.                                                                                         |      |
| Le Michelet PB22    | Puteaux     | 1986      | 2021   | 46                 | 46                     | 14     | Durch The Link ersetzt.                                                                                          |      |
| Iris CB19           | Courbevoie  | 1983      | 2016   | 42                 | 42                     | 13     | Durch Tour Saint-Gobain ersetzt.                                                                                 |      |
| Bureau Veritas CB22 | Courbevoie  | 1984      | 2011   | 34                 | 34                     | 7      | Durch Tour D2 ersetzt.                                                                                           |      |
| France Télécom CB13 | Courbevoie  | 1982      | 2010   | 32                 | 32                     | 8      | Durch Tour Carpe Diem ersetzt.                                                                                   |      |

## Liste nie errichteter Hochhäuser
| Gebäude                      | Stadtgebiet | geplante Eröffnung | Projekt aufgegeben | absolute Höhe in m | Höhe in m bis zum Dach | Etagen | Bemerkung | Bild |
| ---------------------------- | ----------- | ------------------ | ------------------ | ------------------ | ---------------------- | ------ | --- | ---- |
| Tour Polak                   | Puteaux     | 1969               | 1962               | 725                |                        |        | Als Aussichts- und Fernsehturm geplant. Aufgabe des Projektes wegen zu hoher Kosten und Unnützlichkeit. Sollte an der Stelle errichtet werden, an der heute La Grande Arche steht.                                                                                  |      |
| Tour sans fin                | Puteaux     | 2001               | 2000               | 425                |                        | 100    | Aufgabe des Projektes wegen zu hoher Kosten. |      |
| Tour Lumière Cybernétique    | Nanterre    | 1990               | 1974               | 347                |                        | 7      | Als Aussichtsturm und riesiges Kunstwerk geplant. |      |
| Tour Hermitage Tower         | Courbevoie  |                    | 2008               | 309                |                        | 76     | Durch das Projekt Hermitage Plaza ersetzt. |      |
| Tour Signal                  | Puteaux     | 2015               | 2010               | 301                |                        | 71     | Aufgabe des Projektes wegen zu hoher Kosten. |      |
| Tour Phare                   | Puteaux     | 2017               | 2015               | 297                | 286                    | 70     | Durch das Projekt Tours Sisters ersetzt. |      |
| Tour Foster                  | Puteaux     | 2015               |                    | 297                |                        |        | |      |
| Tour Osmose                  | Puteaux     | 2015               |                    | 284                |                        | 74     | |      |
| Tour CB21 (Aufstockung)      | Courbevoie  | 2008               |                    | 275                |                        | 56     | Aufgabe des Projektes aus Kostengründen. |      |
| Tour Generali                | Courbevoie  | 2014               | 2011               | 265                |                        | 46     | Aufgabe des Projektes aus firmeninternen Gründen von Generali. |      |
| Tour Zehrfuss                |             | 1964               | 1969               | 250                |                        | 60     | Aufgabe des Projektes wegen zu hoher Kosten und Fehlen von Investoren. |      |
| Tour PD22 (A)                |             | 2014               |                    | 235                |                        | 57     | Größerer von den beiden geplanten Zwillingstürmen. |      |
| Tour Manhattan (Aufstockung) | Courbevoie  | 2009               |                    | 208                |                        | 39     | |      |
| Tour Air²                    | Courbevoie  | 2021               | 2017               | 202                |                        | 46     | Sollte Tour Aurore ersetzen, welcher abgerissen werden sollte. Baugenehmigung wurde 2011 erteilt. 2017 kehrte man von den Abrissplänen ab und entschied sich stattdessen für eine umfassende Renovierung und Aufstockung der Tour Aurore um 16 Meter bzw. 5 Etagen. |      |
| Tour CB2 (x2)                |             | 1974               |                    | 184                |                        | 46     | Als Zwillingstürme geplant. |      |
| Tour Ava                     | Courbevoie  | 2020               | 2017               | 142                |                        | 34     | |      |
| Tour PD22 (B)                |             | 2014               |                    | 145                |                        | 39     | Kleinerer von den beiden geplanten Zwillingstürmen. |      |
| Tour Fiducial                | Courbevoie  |                    |                    | 126                |                        | 39     | Projekt wurde 2009 vorgestellt. |      |

## Galerie

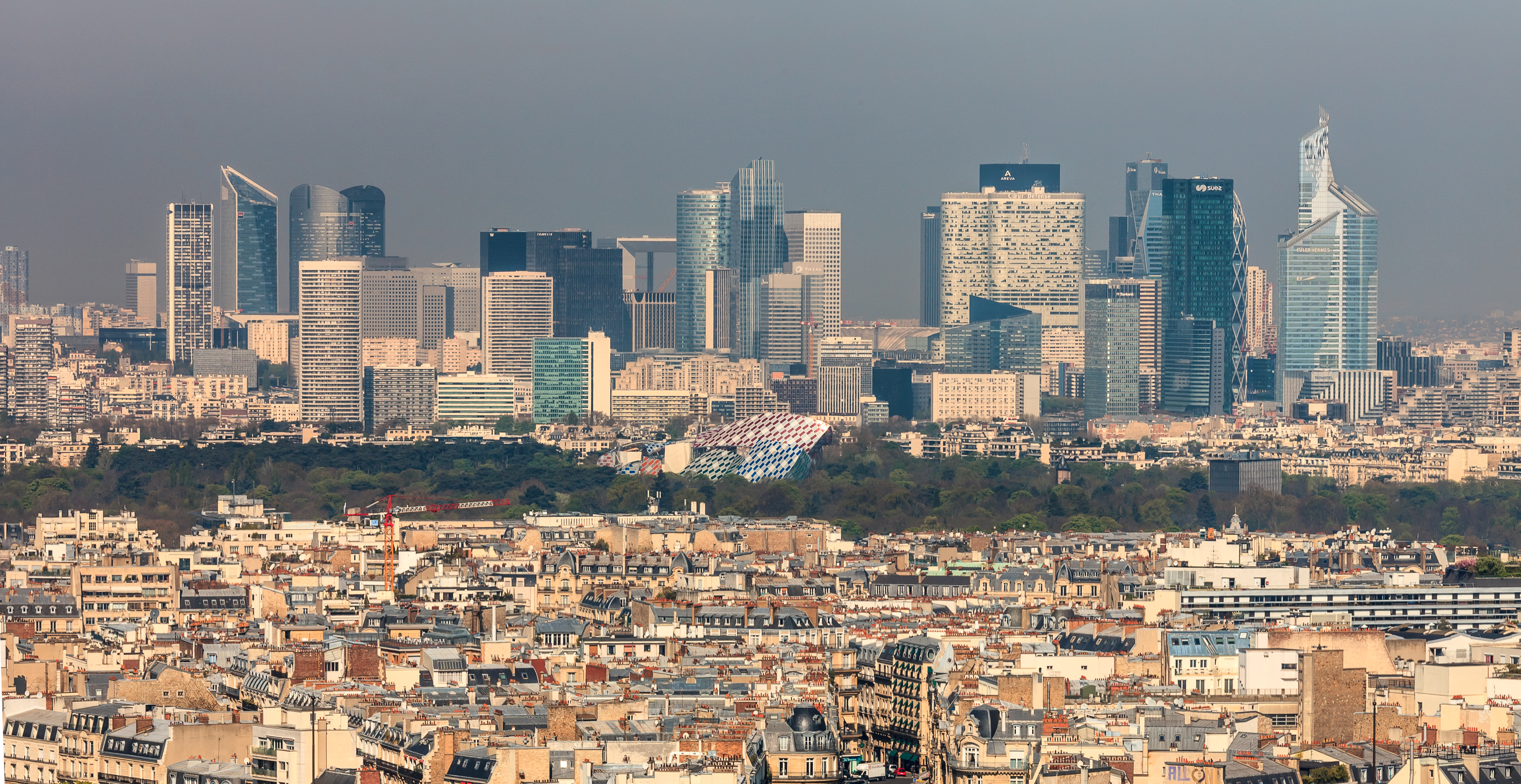
Blick auf La Défense vom Pariser Zentrum aus.
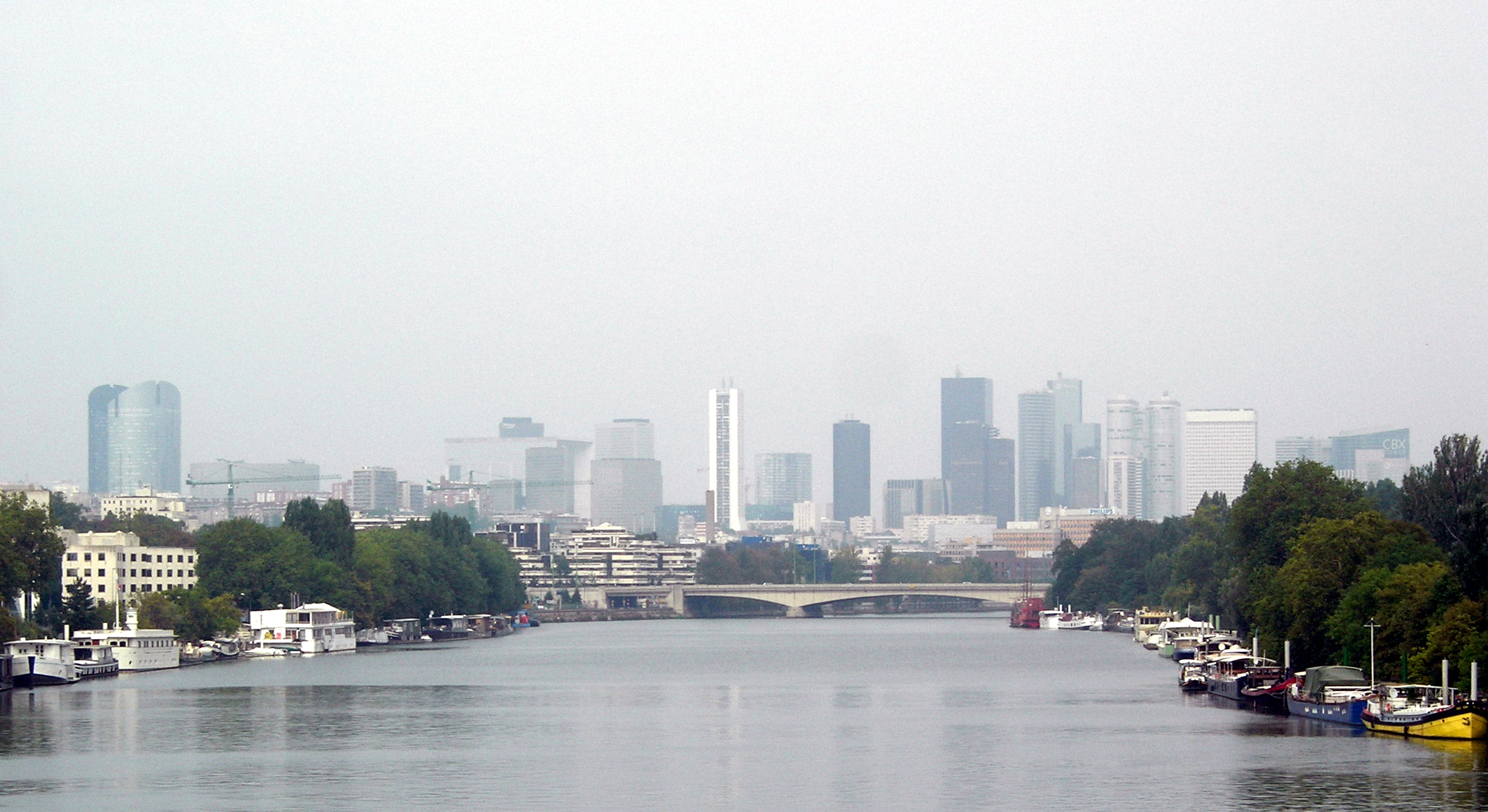
Blick auf La Défense von der Pont de Saint-Cloud.
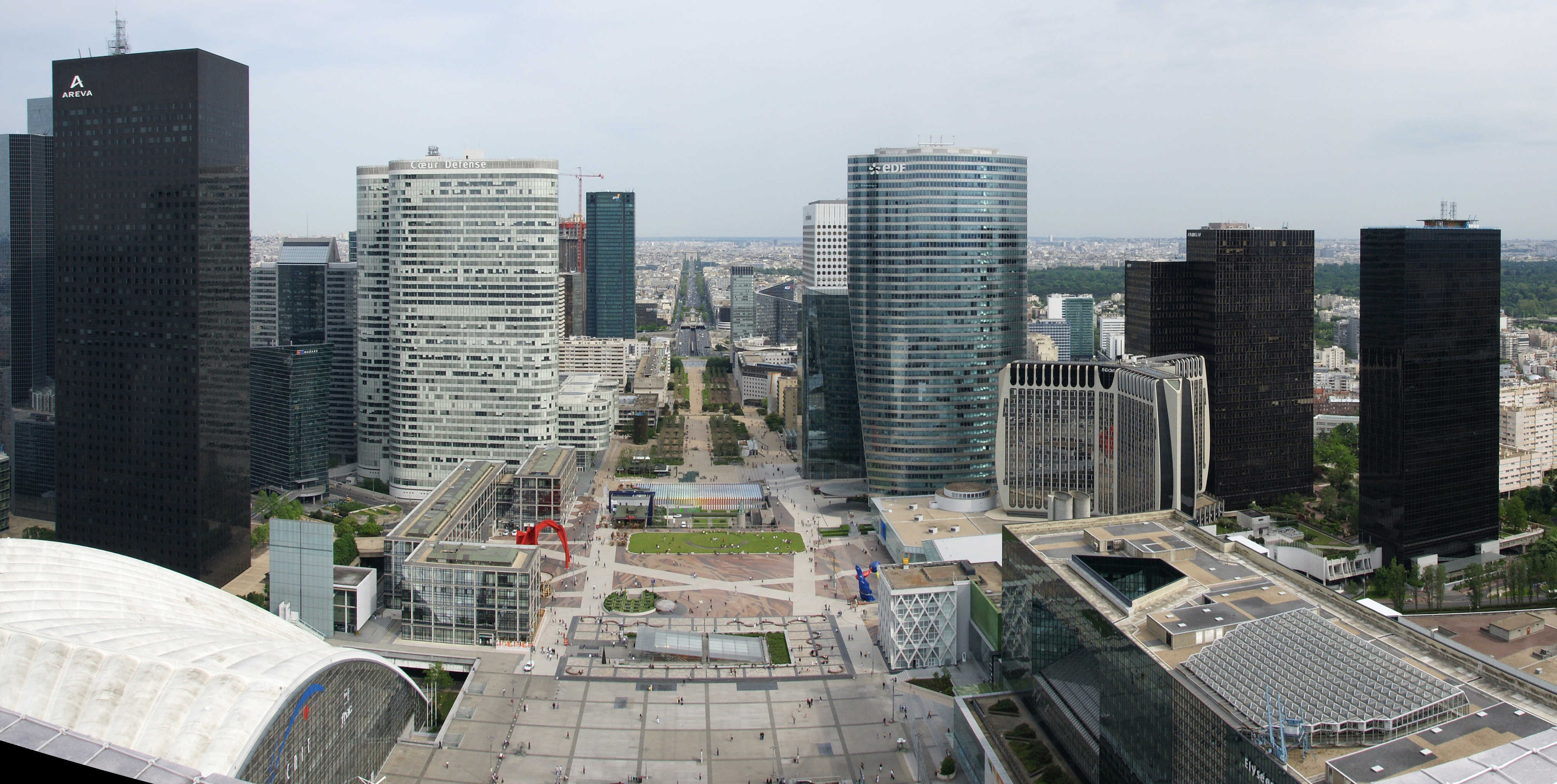
Blick auf La Défense vom Grande Arche.
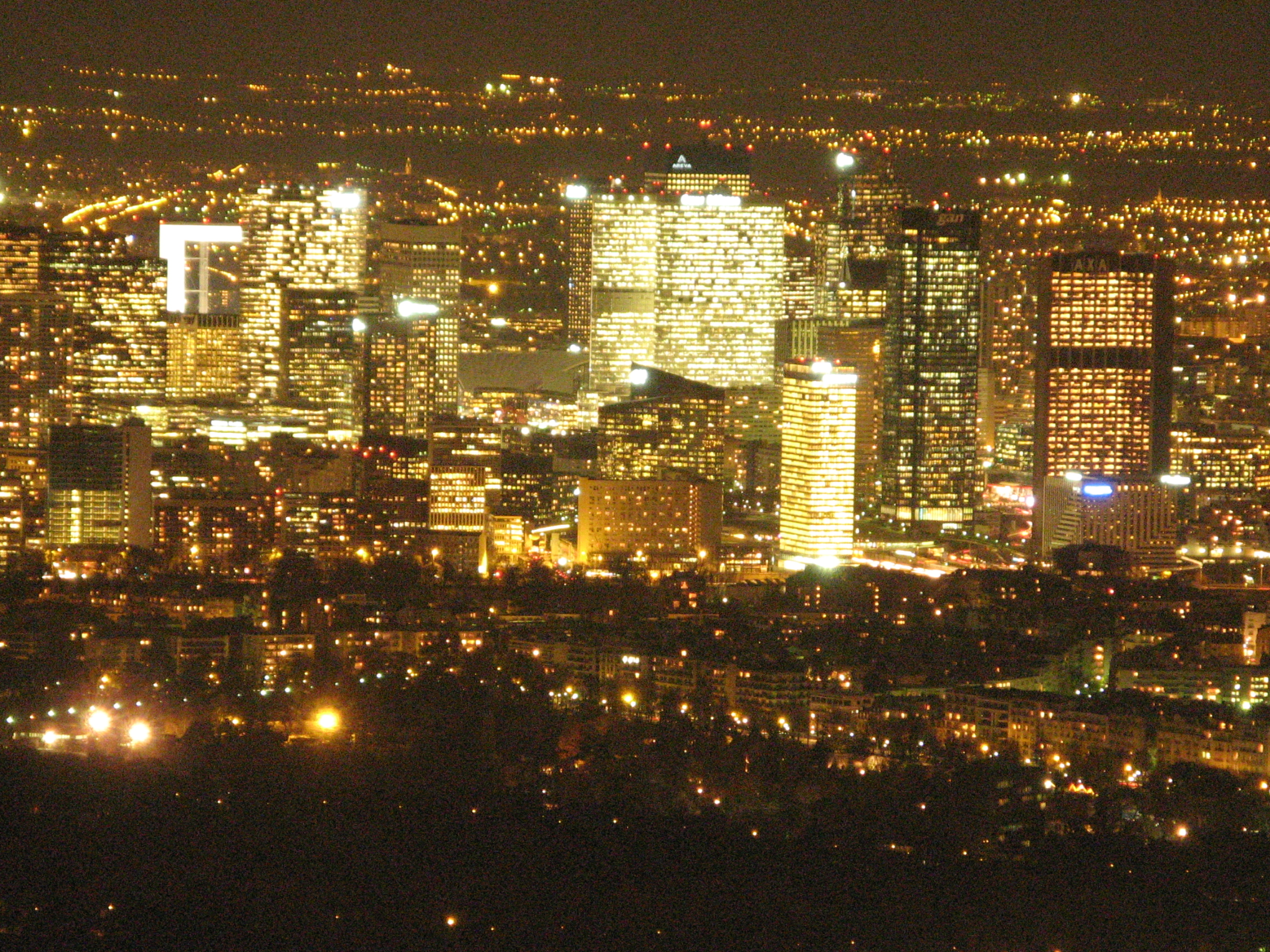
La Défense bei Nacht.
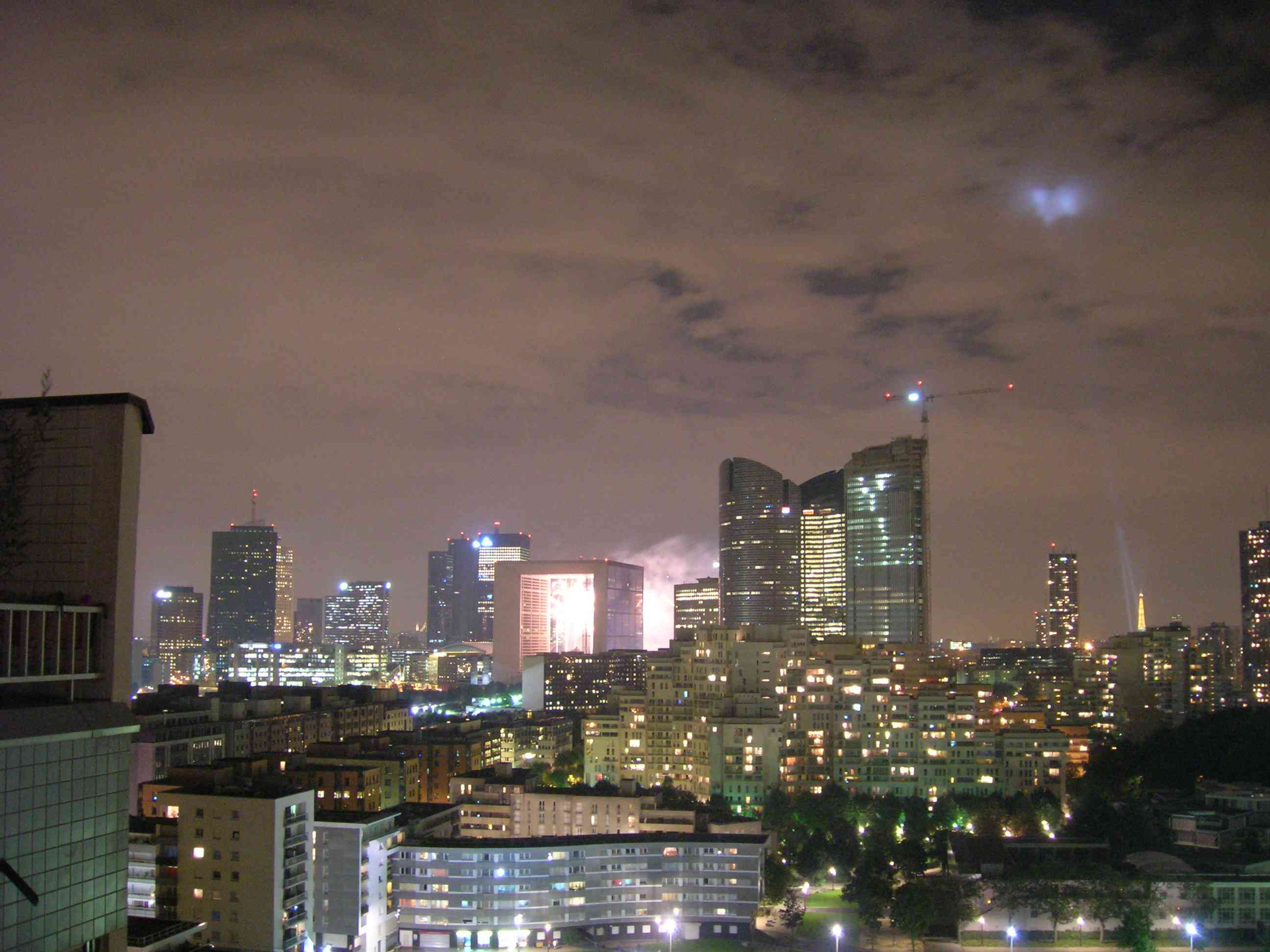
La Défense bei Nacht.
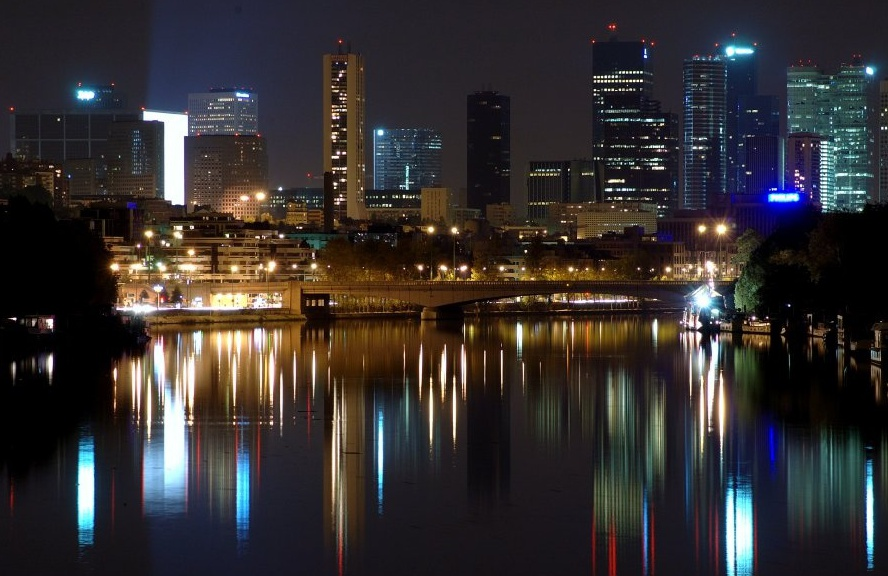
La Défense bei Nacht.